# Casa de veraneo Daniel Coit Gilman
La casa de veraneo Daniel Coit Gilman, también conocida como Over Edge, es una casa en Northeast Harbor, Maine. La propiedad es significativa por su relación con Daniel Coit Gilman, el presidente de la Universidad Johns Hopkins que dirigió el desarrollo de la educación de postgrado en los Estados Unidos y que también fue cofundador de la fundación benéfica detrás de la sociedad secreta Skull & Bones de la Universidad de Yale. Fue declarada National Historic Landmark (Hito Histórico Nacional) en 1965.
Se encuentra en Huntington Lane, una calle privada de Huntington Road, en Northeast Harbor en Mount Desert Island, al sur del Parque nacional Acadia. Daniel Coit Gilman era nativo de Norwich, Connecticut, pero era descendiente de Edward Gilman Sr., uno de los primeros colonos de Exeter, Nuevo Hampshire.